# Joana Sainz García
Joana Sainz Garcia (Espanha, 1989 — Las Berlanas, 1 de setembro de 2019) foi uma cantora, dançarina e compositora espanhola.  Ela foi morta em uma explosão de palco em setembro de 2019.

## Biografia
Garcia foi criado em Santander, uma cidade portuária na costa norte da Espanha, na região da Cantábria . Mais tarde, mudou-se para Suances, também na Cantábria. "A primeira vez que a vi, quando ela veio, percebi suas virtudes. Ela era uma garota com muita energia, com muito desejo. Desde o começo, eu a vi dançarina ”, disse a professora de Garcia, Marta Rojo, ao El Espanol . Rojo lembrou que Garcia iniciou o treinamento formal de dança em 2010.
Sainz foi o dançarino principal e coreógrafo principal da Super Hollywood Orchestra da Espanha.  O grupo era conhecido por suas performances emocionantes, que usavam muitos efeitos especiais, incluindo fogos de artifício.
Joana Sainz morreu em 1 de setembro de 2019 enquanto se apresentava na frente de uma platéia de 1000 pessoas, em um festival de música de quatro dias em Las Berlanas. Um dispositivo pirotécnico usado durante a apresentação explodiu ao lado dela.   Ela foi atingida no estômago por um cartucho defeituoso usado no dispositivo de pirotecnia. Ela foi atingida no estômago por um cartucho defeituoso usado no dispositivo pirotécnico.